# Hedonismo psicológico
El hedonismo psicológico es una teoría filosófica dentro del hedonismo que sostiene que todas las acciones humanas están motivadas por el deseo de obtener placer y evitar el dolor. Esta teoría se asocia particularmente con pensadores como Epicuro, Jeremy Bentham y John Stuart Mill, y suele considerarse una forma de egoísmo psicológico, con énfasis en el placer y el dolor como fuerzas motivadoras fundamentales de la conducta. A diferencia del hedonismo ético, que sostiene que el placer es el único bien moralmente valioso, el hedonismo psicológico se centra en explicar lo que realmente motiva las acciones humanas. Define el placer y el dolor en un sentido amplio, incluyendo no solo sensaciones físicas, sino también estados emocionales y psicológicos como la alegría, el miedo, la culpa o la satisfacción. No obstante, los hedonistas reconocen que las personas pueden equivocarse en la búsqueda del placer, y que incluso la persecución directa del placer puede resultar contraproducente, como lo ejemplifica la paradoja del hedonismo.

## Antecedentes históricos
El hedonismo psicológico tiene una larga trayectoria, con contribuciones significativas tanto de pensadores antiguos como modernos. Sus raíces se remontan a los cirenaicos, una escuela filosófica griega que formuló algunas de las primeras versiones del hedonismo. Los cirenaicos sostenían que el placer era el bien supremo y que todas las acciones humanas estaban orientadas a buscar placer y evitar el dolor. Esta concepción fue refinada por Epicuro, quien sostenía que el objetivo último de la vida era alcanzar el placer y la ataraxia mediante la reducción del dolor y los deseos innecesarios. Para Epicuro, el placer no se limitaba a los sentidos, sino que incluía también la ausencia de sufrimiento físico y mental.
Durante los siglos XVIII y XIX, pensadores como Jeremy Bentham y John Stuart Mill desarrollaron el hedonismo psicológico dentro del marco del utilitarismo. Bentham formuló un sistema moral basado en maximizar el placer y minimizar el dolor para el mayor número posible de personas, reforzando la idea del placer como motivador central de las acciones humanas. Mill, por su parte, introdujo una distinción entre placeres superiores e inferiores, otorgando mayor valor a los placeres intelectuales y morales frente a los físicos.

## Teoría de la motivación
El hedonismo psicológico plantea que todas las acciones humanas están impulsadas por el deseo de experimentar placer y evitar el dolor. Según esta perspectiva, los individuos actúan siempre con la intención de obtener placer, aunque no sean conscientes de ello. Esta postura contrasta con el hedonismo ético, que prescribe el placer como bien moral; el hedonismo psicológico, en cambio, describe las motivaciones reales de las personas. Así, un individuo puede perseguir cosas que no son placenteras en sí mismas, como la riqueza o el prestigio, pero que se perciben como medios para obtener placer.

## Críticas y paradojas
Una crítica central al hedonismo psicológico es que simplifica en exceso la motivación humana. Diversos filósofos sostienen que las personas también actúan por valores como la equidad, la generosidad o la autenticidad, que no pueden reducirse fácilmente a placer o dolor. Por ejemplo, actos de autosacrificio, como los realizados por soldados o padres, parecen contradecir la teoría, ya que estas personas pueden no experimentar placer directo alguno. Filósofos como Thomas Nagel y Bernard Williams han señalado que estas conductas no pueden explicarse únicamente mediante el hedonismo.
Los defensores del hedonismo psicológico suelen responder reinterpretando estas conductas como motivadas por el deseo de evitar emociones negativas, como la culpa, o por la búsqueda de una satisfacción más profunda a largo plazo. No obstante, estas respuestas suelen considerarse forzadas, pues trivializan la afirmación original del hedonismo psicológico según la cual el placer y el dolor son los motivadores centrales de toda conducta.
Adicionalmente, la paradoja del hedonismo sugiere que la búsqueda directa del placer puede dificultar su obtención. El filósofo Henry Sidgwick argumentó que intentar maximizar el placer como fin último puede llevar a la frustración, volviendo improductiva la búsqueda de la felicidad.

## Variantes
En la discusión contemporánea se distinguen dos formas del hedonismo psicológico: el hedonismo inferencial (I-hedonismo) y el hedonismo por refuerzo (R-hedonismo). El primero sostiene que las personas desean cosas porque creen que estas les proporcionarán placer. El segundo propone que los deseos se refuerzan por su asociación con el placer, independientemente de que conduzcan directamente a él. Justin Garson, en un artículo de 2016, defiende el R-hedonismo por su compatibilidad con la teoría evolutiva y su respaldo desde la neurociencia, especialmente en lo relativo a la función biológica del placer.

## Debate actual
El hedonismo psicológico continúa siendo una teoría influyente en la filosofía de la motivación. Postula que la búsqueda del placer y la evitación del dolor son fuerzas fundamentales detrás de la conducta humana. Aunque enfrenta críticas y paradojas —como los comportamientos altruistas y la paradoja del hedonismo—, ofrece un marco explicativo para entender el papel del placer en la vida humana, diferenciando entre motivaciones reales y prescripciones éticas. Su vigencia radica en su simplicidad y su capacidad para abarcar una amplia variedad de comportamientos, aunque sigue siendo objeto de debate.